# Oglachty
Oglachty (rusky Оглахты, chakasky Оғлахтығ) je horský hřeben na levém břehu Jeniseje v Bogradském okrese v Chakaské republice, která administrativně přináleží do Sibiřského federálního okruhu Ruské federace.
Převážná část hřebene Oglachty o rozloze 2 590 ha je součástí státní přírodní rezervace Chakasskij zapovědnik (Хакасский заповедник), která byla vyhlášena vládou Ruské federace v roce 1999 a má celkovou rozlohu 267 565,3 ha. V roce 2016 stálé zastoupení Ruské federace u Organizace OSN pro vzdělání, vědu a kulturu (UNESCO) předložilo návrh na zápis hřebene Oglachty na seznam Světového přírodního a kulturního dědictví.

## Původ názvu
Název horského hřebene pochází z chakaských slov „oglach“, což je výraz pro roční kůzle divoké kozy, a „tag“, tj. „hora“, čili dohromady jméno Oglachty znamená „hora divokých koz".

## Geografie
Zhruba 15 km dlouhý, členitý hřeben Oglachty se nachází na břehu Krasnojarské vodní nádrže na řece Jeniseji asi 30 km severně od hlavního města Chakasie Abakanu. Pohoří leží mezi řekami Koksa a Bidža, levostrannými přítoky Jeniseje. Nejbližší sídlo je vesnice Sovětskaja Chakasija na severním úpatí masívu. Maximální nadmořská výška hřebene nedosahuje ani 600 metrů, nejvyšší bod, nazývaný rovněž Oglachty, je 580 metrů vysoký.
Oglachty má reliéf kuesty, tj. geomorfologický tvar, pro nějž je typický protáhlý hřeben, tvořený mírně ukloněnými vrstvami hornin. Skladbu místních sedimentárních hornin, pocházejících z období karbonu a devonu, tvoří pískovce, prachovce, tufity, vápence a dolomity. Značnou rozlohu povrchu pokrývají louky a stepi, vodní zdroje na území Oglachty nejsou žádné. Existuje zde na 230 různých druhů cévnatých rostlin, z nichž mnohé patří mezi vzácné druhy a endemity.

## Archeologická lokalita
Na území masívu Oglachty se nacházejí četné pohřební mohyly, tzv. kurgany (z turkického slova qurģon, tj. stavba či pevnost) a rozlehlé středověké opevnění, zahrnující 25 km dlouhý systém obranných valů, které má od roku 1960 status kulturní památky. Na hoře, zvané „Čtyřicet zubů“ („Сорок зубьев“) je největší chakasský soubor petroglyfů, jejichž stáří bylo určeno v rozpětí od pěti tisíc do jednoho tisíce let. Při úpatí kopce se nachází kamenná deska, zvaná „Šaman kámen“ („Шаман-камень“) s vyobrazeními 34 skytských kinžálů, několika vozů, masek a zvířat.

## Galerie

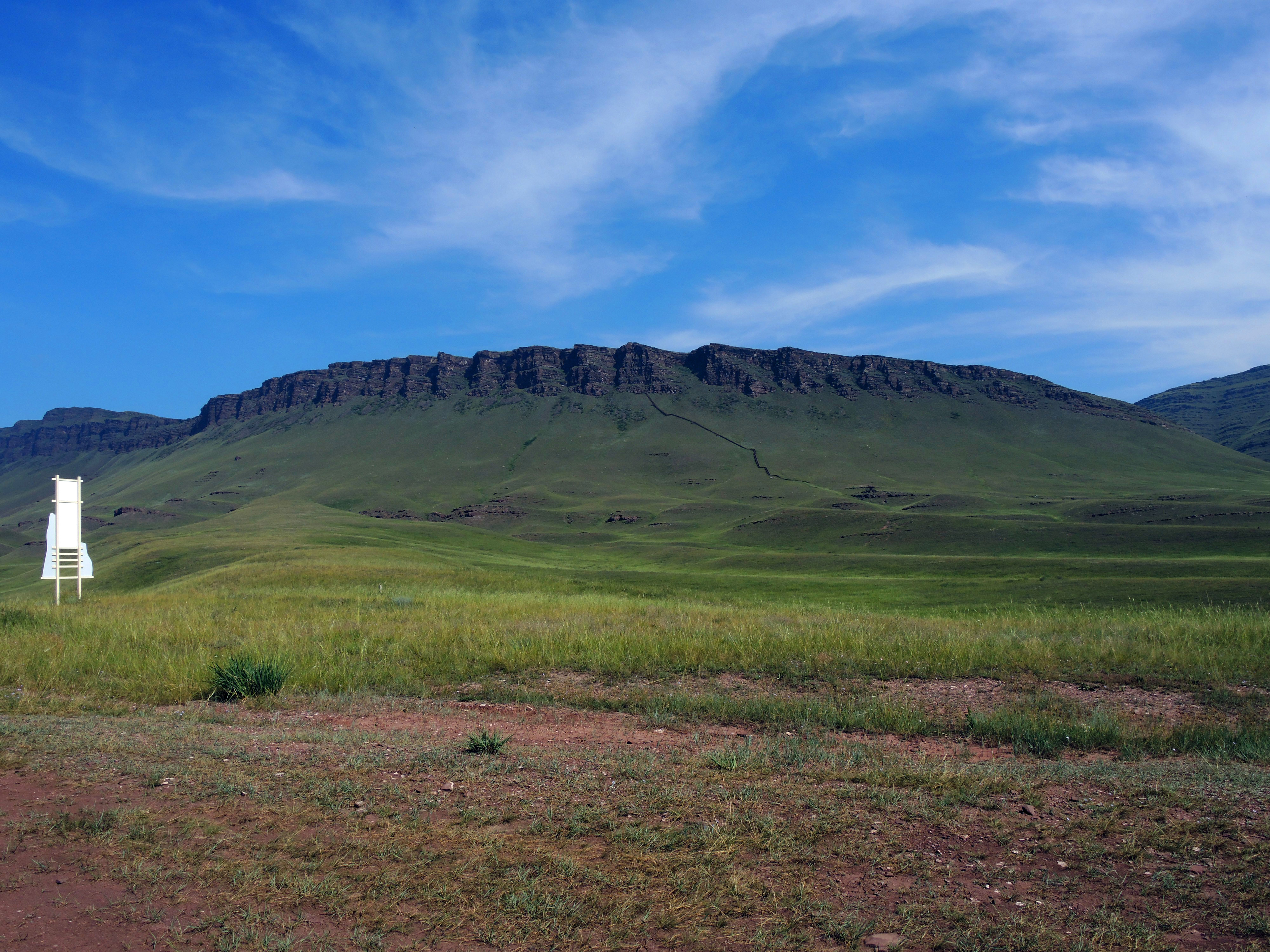
Hora „Čtyřicet zubůi“
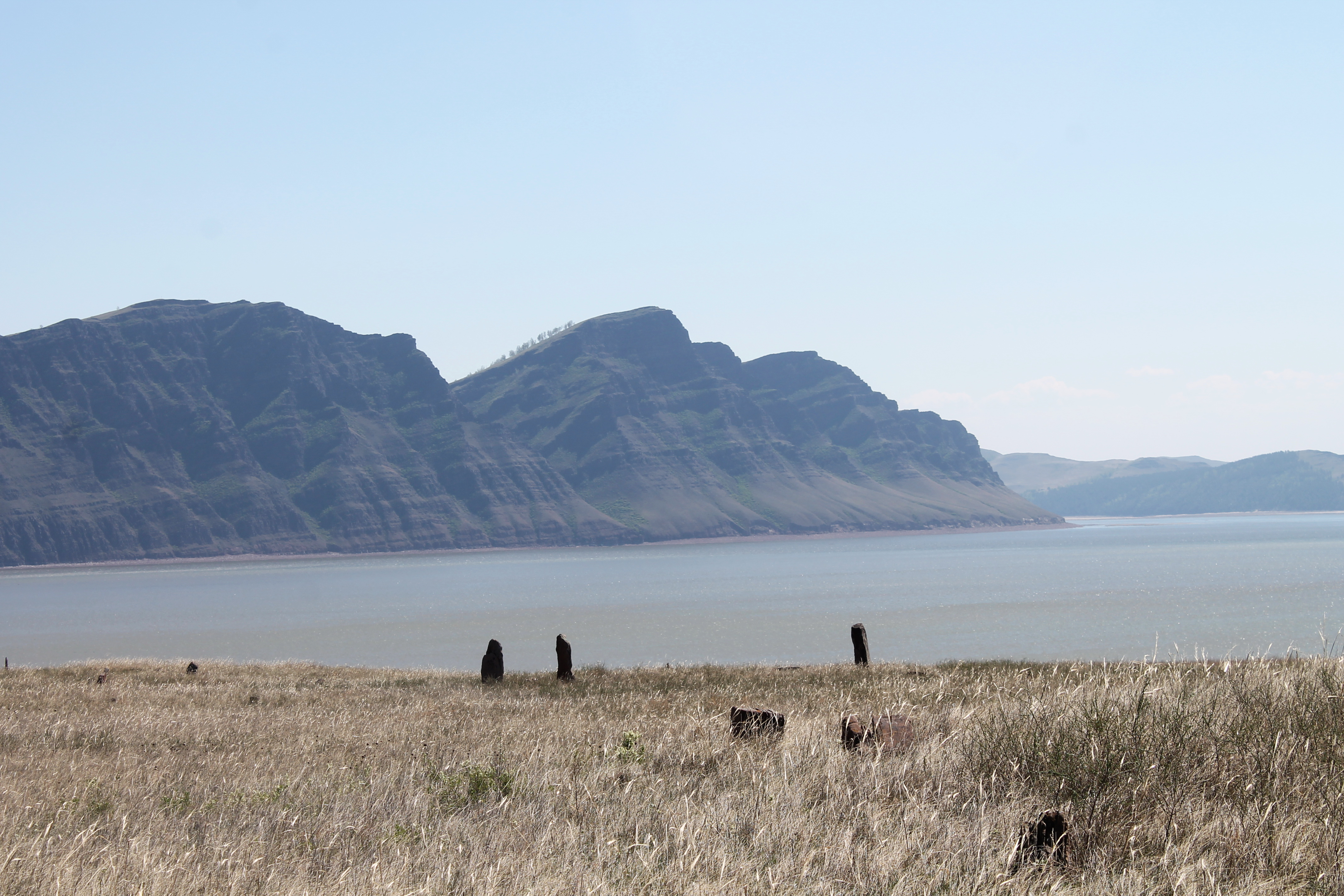
Srázy Oglachty na břehu Krasnojarské vodní nádrže
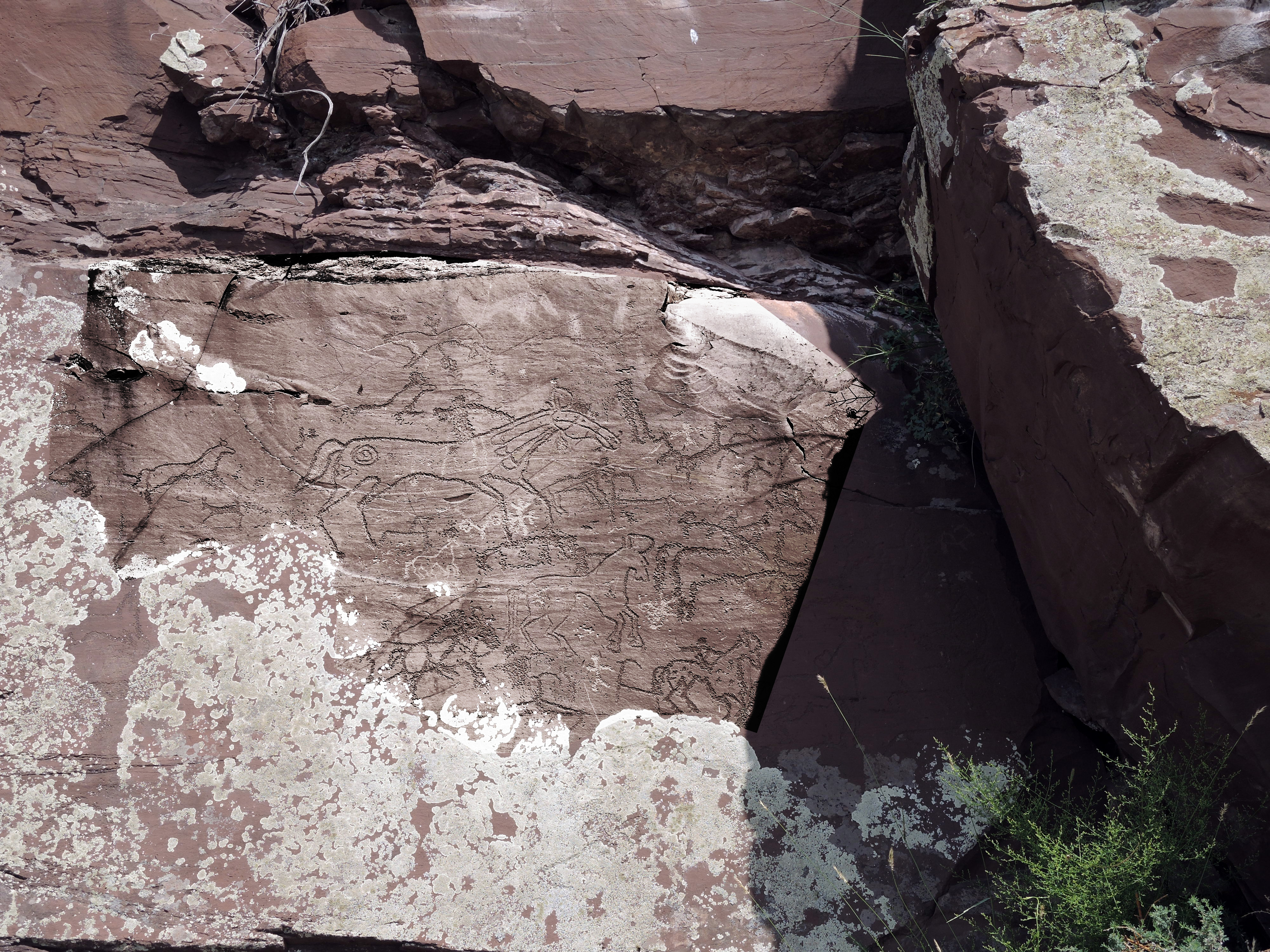
Petroglyfy na „Šaman kameni“
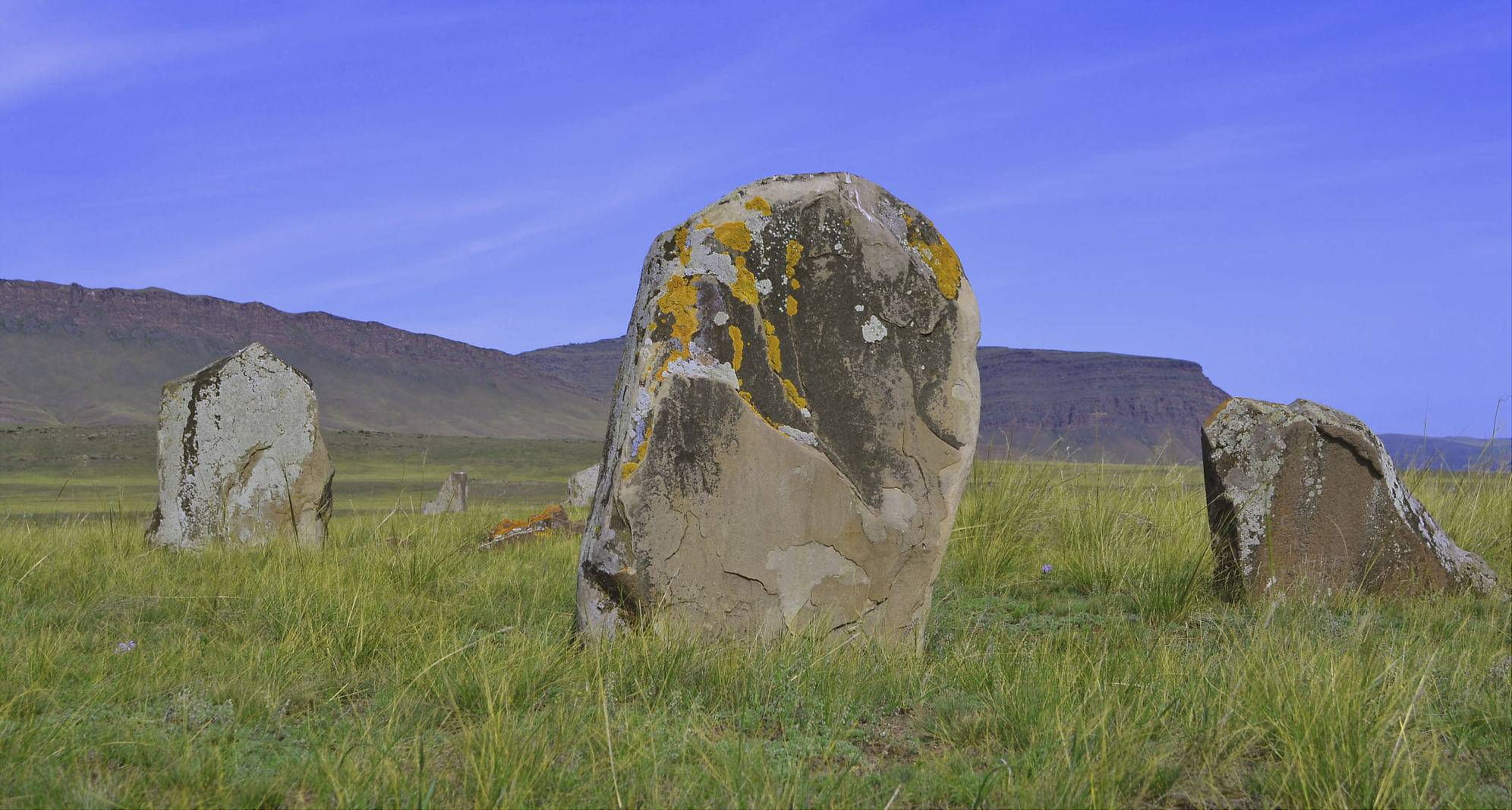
Jedna z mohyl (kurganů)
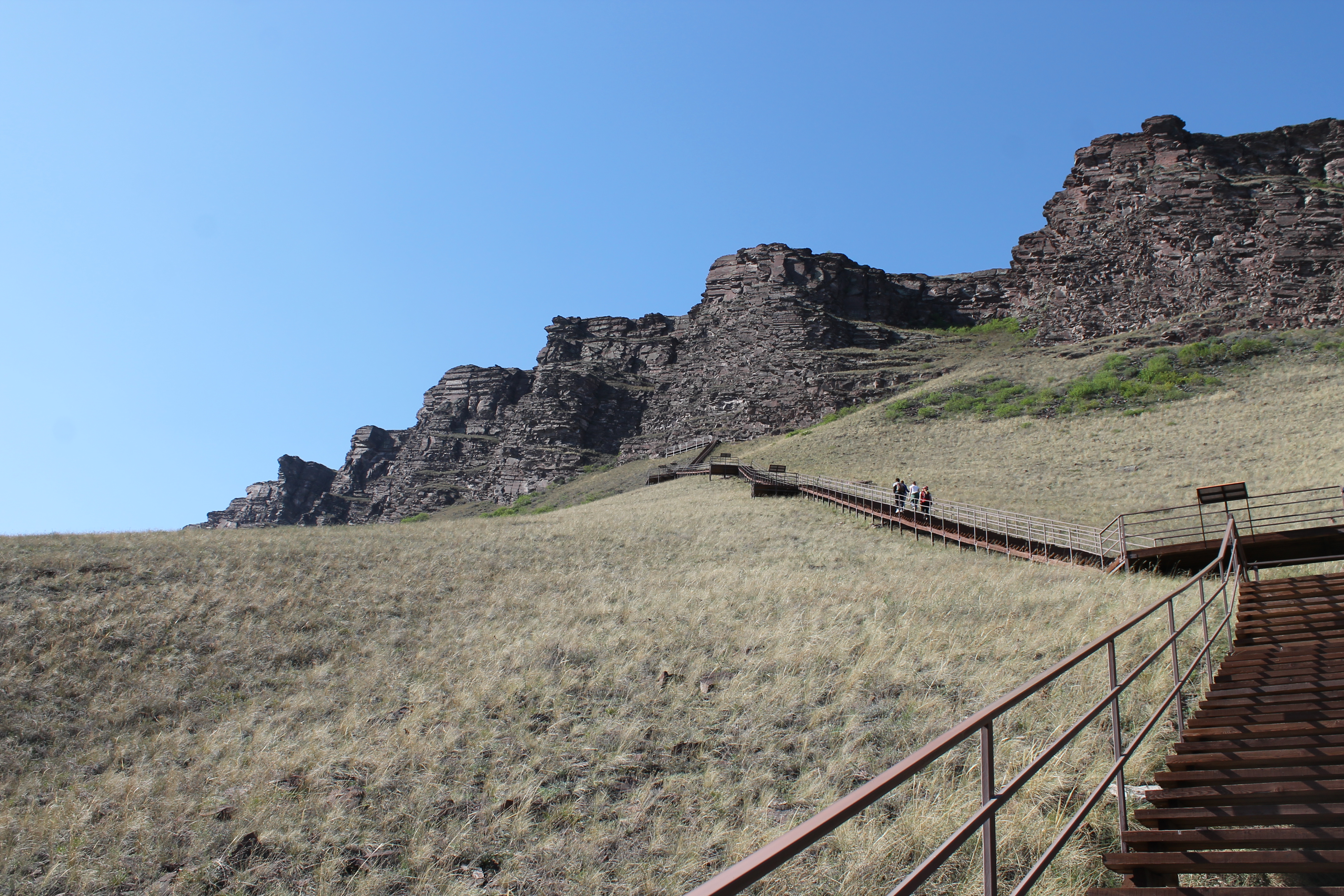
Turistická stezka k pevnosti